# APT-RPM
APT-RPM ist eine Portierung des Advanced Packaging Tool (APT), welches so modifiziert wurde, dass es mit dem RPM Package Manager (RPM) arbeitet. Ursprünglich wurde es nach RPM von Alfredo Kojima portiert, später aber von Gustavo Niemeyer verbessert und weiterentwickelt. Beide arbeiteten zur selben Zeit bei Conectiva Linux.
Im März 2005 gab Gustavo Niemeyer bekannt, dass er am Programm nicht mehr mitentwickeln wird, und sich stattdessen mehr auf den geplanten Nachfolger von APT-RPM, den Smart Package Manager konzentrieren wird.
Ein Jahr später wurde die Entwicklung von Panu Matilainen aufgenommen, der Multilib-Funktionalität und Unterstützung für die üblichen Repository Metadaten einbringen will.
Verwendung findet APT-RPM beispielsweise in der Linux-Distribution PCLinuxOS.